# Jean de Montagu
Pour les articles homonymes, voir Jean Montagu.
Jean de Montagu ou Jean de Montaigu, né vers 1363 (1350 selon certaines sources), mort le 17 octobre 1409, était un homme politique et mécène du Moyen Âge. Trésorier de France puis grand maître de France, seigneur de Montagu-en-Laye (vers Poissy, Chambourcy) et de Marcoussis, il porta les titres de vidame de Laon, de seigneur de Saclas et de capitaine de la Bastille.

## Biographie

### Filiation
Jean de Montagu est le fils légal de Gérard de Montagu (lui-même fils de Robert le Gros dit Montagu, de la famille des le Gros), un des secrétaires du roi Charles V, et de Biette de Casinel, sœur de Ferry Cassinel, l'archevêque duc de Reims et pair de France.
Il y a eu beaucoup de littérature contradictoire écrite sur lui, principalement au XIXe siècle. Cela a causé confusion quant à savoir s'il était le fils illégitime de Charles V ou pas, issu d'une liaison amoureuse très publique que le dauphin avait avec sa mère Biette (il porte les armoiries de sa famille en public), connue pour s'être produite après 1360, contrairement à ce que certaines autres sources affirment, quand Charles s'est éloigné de sa femme pendant un certain temps après le retour de son père de captivité quand il est relevé des responsabilités du gouvernement, et avant son retour et sa mort en Angleterre en 1364, quand Charles reprend le contrôle du gouvernement.  
C'est connu avant son retour et son dernier voyage en Angleterre que le roi Jean anoblit le secrétaire royal de confiance Gérard de Montagu par lettres données à Amiens en décembre 1363, pour oindre le nouveau couple loin de la dangereuse ville de Paris (la Grande Jacquerie se déroula quelques années avant) qui élèvera le fils à naître Jean,. En effet, le dauphin Charles n'avait eu que deux filles mortes en bas âge avec sa femme, avant de la quitter pour Biette en 1360, et n'avait pas encore de fils et héritier légitime. Il est ainsi retourné à sa femme.

### Carrière
Un certain nombre d'années plus tard, quand Jean de Montagu atteint l'âge adulte, le roi Charles V prend le jeune homme comme secrétaire, puis comme conseiller, et lui enseigne les façons du gouvernement avant sa mort en 1380. Jean devient un ami très intime et conseiller du jeune Charles VI. Nommé grand trésorier de France de Charles VI en 1388, puis chambellan vers 1397 et enfin grand maître de France le 4 octobre 1401. 
Montagu acquiert une immense fortune par le revenu de ses charges et par les nombreux dons que lui fait le roi. Ceci lui vaut l’inimitié du duc de Bourgogne, Philippe le Hardi, et du roi Charles III de Navarre. En 1400, il offre le bourdon Jacqueline, du nom de sa femme, à la cathédrale Notre-Dame de Paris. Son frère Gérard de Montagu est alors évêque de Paris.
De 1404 à 1408, pendant 4 ans, Jean de Montagu consacre une grande partie de sa fortune à édifier son château à Marcoussis, considéré comme l’une des plus belles réussites architecturales du règne du roi Charles VI. En remerciement du recouvrement de la raison par Charles VI, après la tragique affaire de la forêt du Mans, il fait construire le monastère des Célestins, et reconstruire le chœur de l’église de Marcoussis. Il édifie le château de Villeconin.

### Exécution
Après l'assassinat du duc d'Orléans, Jean de Montagu fut le dernier obstacle majeur pour son rival le duc de Bourgogne à prendre la régence, et les fonds du roi comme son père en avait le contrôle. Jean de Montagu ignore les conseils de ses conseillers et reste à Paris pour négocier de bonne foi avec le duc de Bourgogne et sa faction.  C'est alors, au cours d'une des crises de folie du roi Charles, que le duc se mit en marche. 
Le 7 octobre 1409, sur l’ordre de Jean sans Peur, il est arrêté par le prévôt de Paris Pierre des Essarts et emprisonné au Châtelet où il est torturé. Après un procès sommaire, il est décapité aux Halles de Paris le 17 octobre 1409 avant que son corps soit pendu au gibet de Montfaucon. Le cadavre reste exposé au public, avant d'être retiré en 1411. Trois ans plus tard, son fils Charles ayant obtenu la réhabilitation de sa mémoire, celui-ci lui fait construire un somptueux tombeau dans l’église du monastère des Célestins de Marcoussis.

### Famille
Il épouse Jacqueline de La Grange, fille du président du Parlement de Paris, Étienne de La Grange, et de Marie du Bois. De cette union naissent : 
1. Charles de Montagu, † 1415 à Azincourt âgé de 18 ans, époux de Jeanne d’Albret, fille du connétable de France Charles Ier d'Albret qui mourut aussi en 1415 à Azincourt et de Marie de Sully ; 
2. Elisabeth/Isabelle de Montagu, veuve de Jean VI de Pierrepont, comte de Roucy et de Braine († 1415 à Azincourt ; d'où succession), puis de Pierre de Bourbon-Préaux ; 
3. Jacqueline épouse d'abord Jean de Craon — fils cadet de Guillaume II de Craon — vicomte de Châteaudun, sire de Montbazon, Grand-bouteiller († 1415 à Azincourt, sans postérité), puis Jean V Malet de Graville (d'où leur petit-fils l'amiral Louis, beau-père de Pierre de Balzac d'Entragues, avec la succession de Marcoussis : postérité) ; 
4. Jeanne, fiancée à Jean IV vicomte de Melun, puis mariée à Jacques II de Bourbon-Préaux, frère de Pierre ci-dessus. 
Ses trois filles ont donc épousé des grands seigneurs alliés à la cause orléaniste : le comte Jean VI de Roucy et de Braine, le vicomte de Châteaudun-Craon, et le vicomte de Melun.
Son frère, Gérard de Montagu fut évêque de Paris. Son autre frère prénommé aussi Jean, fut évêque de Chartres en 1389, chancelier de France en 1405, archevêque de Sens en 1406 : il fut également tué lors de la bataille d'Azincourt en 1415.